# Fontana (ort i Argentina)
Fontana är en ort i Argentina.   Den ligger i provinsen Chaco, i den nordöstra delen av landet, 800 km norr om huvudstaden Buenos Aires. Fontana ligger 54 meter över havet och antalet invånare är 26 745.
Terrängen runt Fontana är mycket platt. Runt Fontana är det ganska tätbefolkat, med 116 invånare per kvadratkilometer.. Närmaste större samhälle är Resistencia, 6,1 km sydost om Fontana.
Runt Fontana är det i huvudsak tätbebyggt.